# Semibugula elegantissima
Semibugula elegantissima är en mossdjursart som beskrevs av Jean-Loup d'Hondt och Gordon 1996. Semibugula elegantissima ingår i släktet Semibugula och familjen Candidae. Inga underarter finns listade i Catalogue of Life.